# Semiothisa wollastoni
Semiothisa wollastoni là một loài bướm đêm trong họ Geometridae.